# Дендеберова Олена Юріївна
Дендеберова Олена Юріївна (4 травня 1969) — радянська плавчиня.
Призерка Олімпійських Ігор 1988 року, учасниця 1992 року.
Призерка Чемпіонату світу з водних видів спорту 1986 року.
Призерка Чемпіонату Європи з водних видів спорту 1985, 1987 років.
Наразі працює тренеркою у спеціалізованій дитячо-юнацькій спортивній школі «Екран» (Санкт-Петербург). Серед її вихованців — чемпіони та рекордсмени світу, Європа та Росія у плаванні. 